# FNS超テレビの祭典
『FNS超テレビの祭典』（エフエヌエスちょうテレビのさいてん）は、1996年春・秋にフジテレビ系列で放送されたフジテレビとイースト制作の番組対抗形式のクイズ番組である。元々フジテレビの番組対抗特番としては、『FNS番組対抗!なるほど!ザ・春秋の祭典スペシャル』が放送されていたが、メインの『なるほど!ザ・ワールド』が1996年3月に終了したため、それをリニューアルする形で新たにこの番組が放送された。司会はビートたけしと所ジョージと中居正広（中居は1996年秋のみ）である。『平成教育委員会』を基本ベースとし、当時フジテレビで人気のあった『料理の鉄人』などを各ステージで出場チームに競わせた。

## 概要
基本的に『平成教育委員会』をメインに据えて放送された。また、番組内では『料理の鉄人』コーナーを設け、全番組を何チームかに分けて、キッチンスタジアム内で料理勝負を行わせた。
1996年春には各コーナー1つの番組から数種類のクイズやゲームを行い、コーナーチャンピオンがたけし・所と『平成教育委員会』からのクイズで賞金を賭けた勝負を行っていた。ラストはイントロクイズで、正解したチームは決められた点数を、他チームから毟り取るルールだった。
1996年秋には映像問題やゲームの予想といった様々な3択問題が出された。正解チームの数に応じて得点が変化し、更に正解チームの中で最も早く押したチームは倍の得点を獲得…と、『平成教育委員会』での3択テストにTBSの『オールスター感謝祭』のルールをミックスしたような形式になっていた。ラストは前回と同じくイントロクイズ。得点ルールは前回と同じだが、今回はクイズをマルチスライドパネルから選ぶ方式だった（と言ってもクイズはかなりひねっており、「小室」のパネルを引いて、小室哲哉の曲だろうと答えたら、実は小室等の曲だったというようなクイズが結構あった）。
『ザ・春秋の祭典』では参加チームを3つのブロックに分け、上位数チームと敗者復活戦で勝ちあがったチームで決勝を行っていたが、『超テレビの祭典』などほぼ大半の祭典シリーズは全チーム参加制に変更した。

## 出演者

### 司会
- ビートたけし
- 所ジョージ
- 中居正広（当時SMAP、1996年秋のみ[1]）
- 福井謙二（当時フジテレビアナウンサー、『料理の鉄人』コーナーの実況も兼任）
- 八木亜希子（当時フジテレビアナウンサー、1996年春のみ）
- 小島奈津子（当時フジテレビアナウンサー、1996年秋のみ）

1996年春の時点での肩書きは、たけしと所が「王様」、八木が「侍女」、福井が「執事」だった。

### 『料理の鉄人』コーナー
- 鹿賀丈史
- 服部幸應
- 道場六三郎
- 陳建一
- 坂井宏行

三鉄人は、服部と共に審査を担当。

## 主な出場チーム
- FNS超テレビの祭典
  - 放送日 - 1996年3月29日（金曜日）
  - 放送時間 - 19:00 - 22:54

| 出場番組                                                | 出場者                                                                                 | 備考 |
| ------------------------------------------------------- | -------------------------------------------------------------------------------------- | ---- |
| めざましテレビ・FNNスーパータイム・LIVE'96ニュースJAPAN | 露木茂、安藤優子、松山香織、宮川俊二、陣内貴美子                                       |      |
| おはよう!ナイスデイ・ビッグトゥデイ                     | 佐藤充宏、寺田理恵子、向坂樹興 、柴田光太郎                                            |      |
| ごきげんよう                                            | 小堺一機、瀬川瑛子、トミーズ雅、高山厳                                                 |      |
| クイズ!歌うぞ音楽王                                     | ダチョウ倶楽部（肥後克広、寺門ジモン、上島竜兵）、松村邦洋、にしきのあきら、有賀さつき |      |
| ロングバケーション                                      | 木村拓哉、山口智子、竹野内豊、稲森いずみ、りょう、松たか子                             |      |
| SMAP×SMAP                                               | 稲垣吾郎、森且行、香取慎吾、草彅剛                                                     |      |
| みにくいアヒルの子                                      | 岸谷五朗、常盤貴子                                                                     |      |
| 勝利の女神                                              | 中居正広、松雪泰子、陣内孝則、風間トオル                                               |      |
| 八丁堀捕物ばなし                                        | 野際陽子、役所広司、火野正平、渡辺哲                                                   |      |
| 将太の寿司                                              | 柏原崇、木村佳乃、井出薫、今田耕司、竜雷太                                             |      |
| メトロポリタンジャーニー                                | 石田純一、里見浩太朗、小倉智昭、浅野ゆう子、島田紳助                                   |      |
| 天才!ヒポカンパス・ワーズワースの冒険                   | 大塚範一、笑福亭鶴瓶、森口博子、渡辺満里奈 、岡田真澄、野々村真、東野幸治              |      |
| 木曜劇場『Age,35 恋しくて』                             | 瀬戸朝香、中井貴一、田中美佐子、椎名桔平、香坂みゆき                                   |      |
| 平成教育委員会生徒チーム                                | ガダルカナル・タカ、渡嘉敷勝男、ダンカン、奥山佳恵、田代まさし、柳生博、立河宜子       |      |
| めちゃ2モテたいッ!                                      | ナインティナイン（矢部浩之・岡村隆史）、鈴木紗理奈、雛形あきこ                         |      |
| 上岡龍太郎にはダマされないぞ!                           | 上岡龍太郎、恵俊彰(ホンジャマカ)、大竹まこと、ぜんじろう、木佐彩子                     |      |
| けんちゃんのオーマイゴッド                              | 志村けん、桑野信義、細川ふみえ、吉村明宏、石塚英彦                                     |      |
| ものまね王座決定戦                                      | 井上順、岡本夏生、松本伊代、清水アキラ、栗田貫一、モト冬樹、グッチ裕三                 |      |

- 視聴率は17.8%

- FNS超テレビの祭典・実りの秋号
  - 放送日 - 1996年10月3日（木曜日）
  - 放送時間 - 19:00 - 22:54

| 出場番組                                                          | 出場者 | 備考 |
| ----------------------------------------------------------------- | --- | ---- |
| キャスターチーム（めざましテレビ・ビッグトゥデイ・ニュースJAPAN） | 大塚範一、佐藤充宏、安藤優子、宮川俊二、木村太郎                                                                                                 |      |
| まけたらアカン!                                                   | 松本明子、KinKi Kids（堂本剛、堂本光一）、寿美花代 、大沢啓二                                                                                    |      |
| おいしい関係                                                      | 中山美穂、唐沢寿明、草彅剛、山口紗弥加、森本レオ                                                                                                 |      |
| SMAP×SMAP                                                         | 木村拓哉、稲垣吾郎、斎藤洋介、横山めぐみ |      |
| プロ野球ニュース                                                  | 西山喜久恵、パンチ佐藤、パンチョ伊東、別所毅彦、陣内貴美子                                                                                       |      |
| こんな私に誰がした                                                | 筒井道隆、武田真治、江角マキコ、松たか子、広末涼子、伊藤俊人                                                                                     |      |
| ゆずれない夜                                                      | 賀来千香子、工藤静香、井上晴美、中谷彰宏、山崎一                                                                                                 |      |
| 忠臣蔵                                                            | 北大路欣也、平幹二朗、緒形直人、梶芽衣子、麻乃佳世                                                                                               |      |
| メトロポリタンジャーニー                                          | 里見浩太朗、大石恵、小西克哉、藤谷美和子 |      |
| 木曜劇場『ドク』                                                  | 安田成美、香取慎吾、椎名桔平、菅野美穂、渡辺慶                                                                                                   |      |
| 平成教育委員会生徒チーム                                          | 中井美穂、奥山佳恵、立河宜子、出川哲朗、柳生博、ラサール石井、ガダルカナル・タカ                                                                 |      |
| めちゃ2イケてるッ!                                                | ナインティナイン（矢部浩之、岡村隆史）、よゐこ（濱口優、有野晋哉）、光浦靖子(オアシズ)、鈴木紗理奈、雛形あきこ、極楽とんぼ（加藤浩次、山本圭壱） |      |
| 発掘!あるある大事典                                               | 堺正章 、薬丸裕英、ルー大柴、田中律子、菊間千乃、池谷幸雄                                                                                        |      |
| 映画・八つ墓村                                                    | 萬田久子、宅麻伸、岸田今日子、高橋和也、うじきつよし                                                                                             |      |

- 視聴率は14.2%

## 優勝チーム
- 1996年春 - 上岡龍太郎にはダマされないぞ
- 1996年秋 - ゆずれない夜（TVドラマ）

## 主なスタッフ
- ナレーター：武居“M”征吾 / 平野文
- 構成：原すすむ、川崎良、下尾雅美、恒川省三 / 澤井康成、小川浩之、斎藤貴義 / うどん熊奴（小山薫堂）/ 川島浩司、小懸芳仁
- 技術：佐藤五十一（フジテレビ）
- カメラ：星谷健司（フジテレビ）
- 映像：佐藤順一（フジテレビ）
- 音声：深田由理（フジテレビ）
- 照明：山際邦勝（フジテレビ）
- 美術制作：丸山覚（平成教育委員会）/ 松沢由之（料理の鉄人）
- デザイン：金子俊彦（平成教育委員会）/ 石森慎司（フジテレビ・料理の鉄人）
- マルチ：TUBE（東京チューブ）
- 技術協力：共同テレビジョン、八峯テレビ
- 美術協力：アックス、フジアール
- 編集：ビームテレビセンター、IMAGICA、TDKコア、ヴィジュアルベイ
- 音響効果：ジャイロ 現・スカイウォーカー（有馬克己、橅木正志）、4-Legs（川端智之）、プロジェクト80（角千明）、成岡知弘
- ディレクター：今井康之（イースト・平成教育委員会ブロック）、井上晃一（ジーワン・ヒポカンパスブロック）、田中経一（日本テレワーク・料理の鉄人ブロック）、菅野貴志・後藤優（BEE BRAIN・BANG! BANG! BANG!ブロック）
- 演出：上川伸廣（イースト）/ 坪田譲治（フジテレビ）
- プロデューサー：角井英之（イースト）/ 水口昌彦（フジテレビ）、西敏也・高橋郁男（BEE BRAIN）、岡崎洋三（フジテレビ）、金山薫子（ユニオン映画）、松尾利彦（日本テレワーク）
- 協力：日本テレワーク（料理の鉄人ブロック）、BEE BRAIN（BANG! BANG! BANG!ブロック）、ユニオン映画（ヒポカンパスブロック）
- 企画協力：オフィス北野（ビートたけし当時所属）、TV CLUB（所ジョージ所属）
- 制作協力：イースト
- 制作著作：フジテレビ

## エピソード
- 1996年春では、番組の間に『オールスター感謝祭』よろしくお食事タイムが設けられたが、メニューは回転寿司だけだった。
- イントロクイズで正解したチームは、大抵トップチームから点数を横取りするのだが、トップではないチームからの横取りも何回かあった。
- 最終問題では、点数を決める時、ビートたけしが「取ったら10,000点やりましょう」とボケをかました（それだと、最下位チームまで優勝してしまうため）。
- 1997年春は「1997FNS超テレビの祭典 お台場だ!春満開花盛り号」と予告ナレーションしたが、結果的に中居正広を続投した上の『1997 FNS番組対抗!春の祭典スペシャル』となり、放送曜日を変更したうえで放送時間も4時間から3時間に縮小した。